# 楽章
西洋音楽において、楽章（がくしょう）とは曲をいくつかに分けたそれぞれの部分を指す。
伝統的な西洋音楽において、ひとつの楽曲の中がさらにいくつかに分かれていて、それらがあたかも別の楽曲であるかのようにある程度の独立性を持っているとき、それらを楽章と呼ぶ。最初の楽章から「第1楽章」−「第2楽章」−...のように呼ぶ。また最後の楽章を特に「終楽章」「フィナーレ」と呼ぶことがある。
通常、楽章の間は短い時間が空けられて演奏される。楽章間に小休止を設けず、続けて次の楽章に入ることをアタッカという。きわめて異例のことではあるが、楽章間にかなり長い時間をとるように指定していることもある。（マーラーの交響曲第2番など）
通例として楽章を持つ楽曲は、交響曲、協奏曲、ソナタ、弦楽四重奏曲などである。
なお、組曲や、オペラ、バレエほか劇付随音楽の場合には、楽章と呼ばない。

## 楽章の構成
楽章の数は、3か4が基本であり、交響曲では4楽章が多く、協奏曲では3楽章がほとんどである。

### バロック時代
バロック時代には、次のような楽章の組み合わせが見られた。

#### 教会ソナタ形式
- 第一楽章：緩
- 第二楽章：急
- 第三楽章：緩
- 第四楽章：急

#### 後期バロック時代の協奏曲
- 第一楽章：急
- 第二楽章：緩
- 第三楽章：急

### 古典派以降
古典派以降の作品では、4楽章のものでは急−緩−舞曲−急、3楽章のものでは急−緩−急の組み合わせが多い。

#### 4楽章のもの
- 第一楽章：急
- 第二楽章：緩（緩徐楽章と呼ぶことが多い）
- 第三楽章：舞曲（メヌエット、またはスケルツォが多い）
- 第四楽章：急

4楽章制のソナタ、室内楽曲、交響曲はこの形式のものが基本である。緩徐楽章と舞曲の楽章の順が逆になることもある。逆になる例は交響曲においてはベートーヴェンの交響曲第9番が最初であるが、ソナタや室内楽曲ではモーツァルトの弦楽四重奏曲第14番「春」やベートーヴェンの弦楽四重奏曲「ラズモフスキー」第1番、ハンマークラヴィーアソナタなど、それ以前からしばしば見られる。

#### 3楽章のもの
- 第一楽章：急
- 第二楽章：緩
- 第三楽章：急

協奏曲、ソナタなどによく見られる形式である。

### ロマン派以降
ロマン派以降では、上記に加えてさまざまな形式が現れるようになった。

#### 1楽章のもの
楽章がひとつしかない例もある。このようなものの中には、1つの楽章のなかの各部分が多楽章を構成するかのような例もある。（リストのピアノ協奏曲第1番、ピアノソナタなど。）

#### きわめて多数の楽章からなるもの
5楽章、6楽章からなる作品も古典派以前にいくつか見られたが、後期ロマン派から近代以降ではそれが一般化してくる。

#### 曲としての統一性
前古典派までの作品では楽章間に大きな関連性が見られないため、それらの各楽章で1つの楽曲を作るには統一性がやや欠けていたが、ハイドンは異なる楽章間の主題に関連性を持たせ、楽曲としての統一性を図るようになった。ロマン派時代に入ると、作品の構築性よりも感情表現やそのための旋律性が重視されたため、再び楽章間の統一性が脆弱になる傾向が生まれた。これを克服するため、ベルリオーズやリストは各楽章間の旋律の共通性をより重視した循環形式を強化した。この傾向は後にはフランクに特に強く受け継がれた。曲としての統一性、という概念に大きく貢献した作品としては、ベートーヴェンの諸作品（とりわけ交響曲第5番）、ベルリオーズの幻想交響曲、フランクの交響曲などがある。